# 米卡亞山
16°21′59″S 67°56′9″W / 16.36639°S 67.93583°W
米卡亞山（Mik'aya），是玻利維亞的山峰，位於該國西部拉巴斯省的佩德羅多明戈穆里略省和南永加斯省，處於丘納維山和瓦卡尼山東南面、哈蒂科柳山和塞爾克庫柳山以北，屬於安第斯山脈中玻利維亞瑞阿爾山脈的一部分，海拔高度5,342米。